# Eriovixia yunnanensis
Eriovixia yunnanensis là một loài nhện trong họ Araneidae.
Loài này thuộc chi Eriovixia. Eriovixia yunnanensis được miêu tả năm 1990 bởi Chang-Min Yin et al..